# Challenger de Tulln an der Donau 2024
El torneo NÖ Open 2024, denominado por razones de patrocinio NÖ Open powered by EVN fue un torneo de tenis perteneció al ATP Challenger Tour 2024 en la categoría Challenger 100. Se trató de la 4ª edición; el torneo tuvo lugar en la ciudad de Tulln an der Donau (Austria), desde el 2 hasta el 8 de septiembre de 2024 sobre pista de tierra batida al aire libre.

## Jugadores participantes del cuadro de individuales
| Preclasificado | País                       | Jugador              | Rank1 | Posición en el torneo |
| 1              | Bandera de República Checa | Vít Kopřiva          | 118   | Primera ronda         |
| 2              | Bandera de Suiza           | Jérôme Kym           | 180   | Cuartos de final      |
| 3              | Bandera de Francia         | Valentin Royer       | 200   | Segunda ronda         |
| 4              | Bandera de Hungría         | Zsombor Piros        | 212   | Primera ronda         |
| 5              | Bandera de Austria         | Filip Misolic        | 224   | Primera ronda         |
| 6              | Bandera del Reino Unido    | Oliver Crawford      | 225   | Segunda ronda         |
| 7              | Bandera de Rumania         | Filip Cristian Jianu | 233   | Primera ronda         |
| 8              | Bandera de Austria         | Dennis Novak         | 238   | Primera ronda         |

- 1 Se ha tomado en cuenta el ranking del 26 de agosto de 2024.

### Otros participantes
Los siguientes jugadores recibieron una invitación (wild card), por lo tanto ingresan directamente al cuadro principal (WC):
- Sandro Kopp
- Neil Oberleitner
- Joel Schwärzler

Los siguientes jugadores ingresan al cuadro principal tras disputar el cuadro clasificatorio (Q):
- Ivan Gakhov
- Petr Nesterov
- Max Hans Rehberg
- Blaž Rola
- Vitaliy Sachko
- Marko Topo

## Campeones

### Individual Masculino
- Jan Choinski derrotó en la final a  Lukas Neumayer por 6–4, 6–1

### Dobles Masculino
- Miloš Karol /  Vitaliy Sachko derrotaron en la final a  Karol Drzewiecki /  Piotr Matuszewski por 6–4, 2–6, [11–9]